# Marko Petković
Marko Petković (ur. 3 września 1992 w Sremskiej Mitrovicy) – serbski piłkarz występujący na pozycji prawego obrońcy w klubie FK Bačka Topola.